# Зебін Едуард Миколайович
Едуа́рд Микола́йович Зе́бін (нар. 26 серпня 1976 — пом. 30 листопада 2016) — вояк 1-ї окремої штурмової роти Добровольчого українського корпусу «Правий сектор», псевдо «Фізик», учасник російсько-української війни.

## Життєпис
Народився 26 серпня 1976 року в Дніпрі. До війни — мешканець м. Полтави.
Здобув добру освіту на Кіпрі, батьки «Фізика» мешкаєють у селі Новоселівка, а діти та дружина в Полтаві
У червні 2015 року прийшов до 17-ї РС ДУК ПС, а згодом став бійцем 1-ї окремої штурмової роти (група «Да Вінчі») ДУК ПС. Був філософом та гарним фізиком, за що й отримав позивний. Усе сказане ним мало свій глибокий сенс, і, що найголовніше — його душа вболівала за Україну, за її долю, за її світле майбутнє.
Мріяв відзняти свій фільм про козаків, Майдан та війну. Не шкодував себе та своїх сил, завжди готовий був прийти на допомогу. Справжній естет думки, «Фізик» зачаровував глибиною своїх поглядів та сприйняттям реальності.
Загинув 30 листопада вранці, поблизу Авдіївки, внаслідок мінометного обстрілу наших позицій. Приблизно о 05:30, група «Фізика» потрапила під вогонь. Він зазнав уламкового поранення голови. За годину в Авдіївській лікарні його серце зупинилося.
Похований 1 грудня в с. Новоселівка Дніпропетровської області. У нього залишилися дружина Віталія, син Віктор та донька Маргарита.

## Нагороди та вшанування
- Указом Президента України № 97/2021 від 12 березня 2021 року, «за особисту мужність, виявлену у захисті державного суверенітету та територіальної цілісності України, самовіддане служіння Українському народу», нагороджений орденом «За мужність» III ступеня (посмертно)[1].
- Нагороджений відзнакою ДУК ПС «Бойовий Хрест Корпусу» (посмертно)[2].
- 18 серпня 2020 року в Полтаві відкрили меморіальну дошку на фасаді будинку, в якому жив Едуард Зебін до того, як добровольцем вирушив на фронт[3].